# Chlorophonia flavirostris
A Chlorophonia flavirostris a madarak osztályának verébalakúak (Passeriformes) rendjébe és a pintyfélék (Fringillidae) családjába tartozó faj.

## Rendszerezése
A fajt Philip Lutley Sclater angol ügyvéd és zoológus írta le 1861-ben.

## Előfordulása
Panama, Ecuador és Kolumbia területén honos. Természetes élőhelyei a szubtrópusi vagy trópusi síkvidéki esőerdők. Állandó, nem vonuló faj.

## Megjelenése
Testhossza 10 centiméter.

## Természetvédelmi helyzete
Az elterjedési területe kicsi, egyedszáma viszont stabil. A Természetvédelmi Világszövetség Vörös listáján nem fenyegetett fajként szerepel.